# Tour La Provence 2016
El Tour La Provence 2016, 1a edició del Tour La Provence, es disputà entre el 23 i el 25 de febrer de 2016 sobre un recorregut de 520 km repartits entre tres etapes. La cursa formà part del calendari de l'UCI Europa Tour 2016, amb una categoria 2.1.
El vencedor fou el francès Thomas Voeckler (Direct Énergie), que dominà la cursa des del primer dia. L'acompanyaren al podi Petr Vakoč (Etixx-Quick Step), que guanyà la classificació dels joves, i Lilian Calmejane (Direct Énergie). En les classificacions secundàries, Fernando Gaviria Rendón (Etixx-Quick Step) guanyà la classificació per punts, Rémy di Grégorio (Delko-Marseille Provence-KTM) la de la muntanya i l'Etixx-Quick Step fou el millor equip.

## Equips
En aquesta edició hi prengueren part 18 equips:
- 6 equips World Tour: AG2R La Mondiale, BMC Racing Team, Cannondale, Etixx-Quick Step, FDJ, Team Katusha
- 6 equips continentals professionals: Androni Giocattoli-Sidermec, Cofidis, Delko-Marseille Provence-KTM, Direct Énergie, Fortuneo-Vital Concept, Wanty-Groupe Gobert
- 5 equips continentals: Armée de Terre, HP BTP-Auber 93, Roubaix Lille Métropole, Verandas Willems, Wallonie Bruxelles-Group Protect
- 1 equip nacional: França

## Etapes
| Etapa    | Data      | Ciutats d'etapa      | type              | Distància (km) | Vencedor de l'etapa     | Líder de la general |
| -------- | --------- | -------------------- | ----------------- | -------------- | ----------------------- | ------------------- |
| 1a etapa | 23 de feb | Aubanha – Cassís     | etapa accidentada | 169            | Thomas Voeckler         | Thomas Voeckler     |
| 2a etapa | 24 de feb | Miramàs – Istre      | etapa accidentada | 185            | Davide Martinelli       | Thomas Voeckler     |
| 3a etapa | 25 de feb | La Ciutat – Marsella | etapa accidentada | 173            | Fernando Gaviria Rendón | Thomas Voeckler     |

## Classificació final
|    | Ciclista                   | Equip                       | Temps       |
| -- | -------------------------- | --------------------------- | ----------- |
| 1  | Thomas Voeckler (FRA)      | Direct Énergie              | 13h 32' 57" |
| 2  | Petr Vakoč (CZE)           | Etixx-Quick Step            | + 7"        |
| 3  | Lilian Calmejane (FRA)     | Direct Énergie              | + 9"        |
| 4  | Pieter Serry (BEL)         | Etixx-Quick Step            | + 9"        |
| 5  | Chris Anker Sørensen (DEN) | Fortuneo-Vital Concept      | + 9"        |
| 6  | Mikael Cherel (FRA)        | AG2R La Mondiale            | + 12"       |
| 7  | Alessandro De Marchi (ITA) | BMC Racing Team             | + 14"       |
| 8  | Sergey Chernetckii (RUS)   | Team Katusha                | + 14"       |
| 9  | Jan Bakelants (BEL)        | AG2R La Mondiale            | + 14"       |
| 10 | Francesco Gavazzi (ITA)    | Androni Giocattoli-Sidermec | + 14"       |

## Evolució de les classificacions
| Etapa               | Vencedor            | Classificació general | Classificació per punts | Classificació de la muntanya | Classificació dels joves | Classificació per equips |
| ------------------- | ------------------- | --------------------- | ----------------------- | ---------------------------- | ------------------------ | ------------------------ |
| 1                   | Thomas Voeckler     | Thomas Voeckler       | Thomas Voeckler         | Julien Antomarchi            | Petr Vakoč               | Etixx-Quick Step         |
| 2                   | Davide Martinelli   | Thomas Voeckler       | Thomas Voeckler         | Rémy di Grégorio             | Petr Vakoč               | Etixx-Quick Step         |
| 3                   | Fernando Gaviria    | Thomas Voeckler       | Fernando Gaviria        | Rémy di Grégorio             | Petr Vakoč               | Etixx-Quick Step         |
| Classificació final | Classificació final | Thomas Voeckler       | Fernando Gaviria Rendón | Rémy di Grégorio             | Petr Vakoč               | Etixx-Quick Step         |